# Sokuon
Der Sokuon (japanisch 促音, wörtlich „Eillaut“, auch tsumaru oto (つまる音), „Stopflaut“, genannt) bezeichnet die Gemination bzw. das Vorkommen eines Langkonsonanten in der japanischen Sprache.  In der Rōmaji-Umschrift wird er in der Regel durch einen doppelten Konsonantenbuchstaben wiedergegeben.
Er wird durch ein Zeichen der japanischen Schrift ausgedrückt, das einem kleiner gesetzten tsu in Hiragana oder Katakana entspricht und deshalb umgangssprachlich auch als chiisai tsu, „kleines tsu“ bezeichnet wird. Zum Vergleich:
|          | Tsu | Chiisai tsu |
| -------- | --- | ----------- |
| Hiragana | つ  | っ          |
| Katakana | ツ  | ッ          |

Der Sokuon wird im Internationalen Phonetischen Alphabet als Teil eines langen Konsonanten (Zeichen "ː", nicht zu verwechseln mit einem Doppelpunkt) oder durch einen eigenen Konsonanten mit einem kleinen L-artigen Haken ◌̚ (einem diakritischen Zeichen, das anzeigt, dass der betreffende Konsonant über keine hörbare Verschlusslösung verfügt) dargestellt.
- kite (来て, „komm“) – [kʲite]
- kitte (切手, „Briefmarke“) – [kʲitːe] / [kʲitte] / [kʲit̚te]
- asari (あさり, „Venusmuschel“) – [asaɾʲi]
- assari (あっさり, „einfach“) – [asːaɾʲi] / [assaɾʲi]

Beispiel:
- 待って matte, zu deutsch „Warte mal“. 待 ist ein Kanji, das das Verb 待つ matsu mit der Bedeutung „warten“ repräsentiert, und matte ist das Partizip. Durch den Anschluss des て te wird das つ tsu von matsu auf das Sokuon reduziert, damit wird auch der im Partizip entstehende "Doppelkonsonant" dargestellt.
- Pocky, ein japanischer Snack, wird in Katakana ポッキー geschrieben: ポ po, ッ sokuon, キ ki, ー chōon. Die Umschrift nach Hepburn-System wäre danach pokkī.

Das „kleine tsu“ wird auch verwendet, um einen stimmlosen glottalen Plosiv am Satzende oder (ungewöhnlicher und sehr viel seltener) vor einem Konsonanten zu repräsentieren, wie er in der gesprochenen Sprache bei Erregung oder Ärger vorkommt. Dieser wird im Internationalen Phonetischen Alphabet mit dem Symbol [ʔ] dargestellt.
In japanischen Computereingabesystemen (IME) wird das „kleine tsu“ automatisch eingefügt, wenn ein Konsonant doppelt eingegeben wird. matte ergibt demnach 待って. Ein einzelnes kleines Tsu kann man, je nach IME, mit Hilfe von xtu, xtsu, ltu oder ltsu schreiben.